# فوکینو، استان بریانسک
شهر فوکینو، اوبلاست بریانسک (به روسی: Фокино) در کشور روسیه و در اوبلاست بریانسک واقع شده‌است.